# E17 (潜水艦)
E17 (HMS E17) はイギリス海軍の潜水艦。E級。

## 艦歴
1915年2月16日起工。同年4月7日就役。
1916年1月6日、テセル沖の北海で哨戒中にE17は座礁した。満潮時に離礁に成功し、損傷のため哨戒を中止して帰投する途中E17は所属不明の船と遭遇した。それはオランダの巡洋艦ノールト･ブラバント (Noord Brabant) であった。E17は潜水しようとしたが、沈没し始めたため救助を求め、乗員はノールト･ブラバントに救助された。